# Carlos Faría
Pour les articles homonymes, voir Faria.
Félix Carlos Faría est un homme politique vénézuélien, né à Caracas le 11 décembre 1962. Il a été ministre vénézuélien des Relations extérieures du 16 mai 2022 au 6 janvier 2023.